# 三輪隆博
三輪 隆博（みわ たかひろ、1990年2月7日 - ）は、日本の男性声優。岐阜県出身。マウスプロモーション所属。

## 略歴
専門学校東京ビジュアルアーツ卒。
マウスプロモーション附属俳優養成所入所を経て、マウスプロモーションに所属。

## 人物
趣味・特技は弓道、メロンパンの食べ比べ。

## 出演

### テレビアニメ
2012年
- ジョジョの奇妙な冒険（2012年 - 2016年、ヤジB、不良B） - 2シリーズ
- ちいさなおじさん（イサム君）

2013年
- アイカツ!（スタッフ）

2014年
- ハピネスチャージプリキュア!（男子部員、王子、男子、アシスタント）
- 金田一少年の事件簿R（2014年 - 2015年、客、荒川） - 2シリーズ
- ソードアート・オンラインII（メイジ、男子生徒）

2015年
- デュラララ!!×2（To羅丸）
- Go!プリンセスプリキュア（店長）
- 血界戦線（警官、観客）
- うたの☆プリンスさまっ♪ マジLOVEシリーズ（2015年 - 2016年、バンドメンバー、生徒、父） - 2シリーズ
- 六花の勇者（御者）
- ゴッドイーター（難民）

2016年
- スカーレッドライダーゼクス（秘書、兵士の声）

2017年
- ハンドシェイカー（店員）
- セントールの悩み（藤本公作）
- 天使の3P!（島民B、演者B）
- 名探偵コナン（緑山浩二）
- ひとりじめマイヒーロー（男子）

2018年
- アイカツフレンズ!（ディレクター）
- からくりサーカス（梶山あつし）
- 爆釣バーハンター（通行人）

2019年
- ダイヤのA actII（米原悠）
- GRANBLUE FANTASY The Animation Season 2（帝国兵B）
- けだまのゴンじろー（アナウンサー〈男〉）

2021年
- すばらしきこのせかい The Animation（店員）

### 劇場アニメ
- 映画 ハピネスチャージプリキュア! 人形の国のバレリーナ（2014年、人形）

### OVA
- たまゆら〜卒業写真〜（2015年）

### Webアニメ
- マウスどうぶつえん（2017年、ヒトデのたかひろ）
- あるゾンビ少女の災難（2018年、東浩[3]）

### ゲーム
- 白華の檻 〜緋色の欠片4〜（2012年）
- 蒼き雷霆 ガンヴォルト（2014年、ストラトス[4][5]）
- ウィッチャー3 ワイルドハント（2015年、ランバート、クラフ・アン・クライト）
- 真紅の焔 真田忍法帳
- 真・女神転生IV FINAL（2016年）
- Caligula -カリギュラ-（2016年）
- Caligula Overdose -カリギュラ オーバードーズ-（2018年）
- ファイアーエムブレム 風花雪月（2019年、メトジェイ）
- ファイアーエムブレム無双 風花雪月（2022年、メトジェイ）
- ファイアーエムブレム ヒーローズ（2024年、メトジェイ[6]）

### ドラマCD
- MAUSU THEATER

### 吹き替え
- 華麗なるギャツビー
- ボディ・オブ・プルーフ 死体の証言

### ラジオ
- AiRIの2h（2012年） - アシスタント
- 吉田仁美の2h（2013年4月 - 12月） - パーソナリティ ※水・木曜担当
- 鷲崎健の2h（2013年4月5日） - ゲスト
- Voice Push! presents ふれふれ!（2013年4月17日） - ゲスト

### デジタルコミック
- ブレイブ フロンティア モーションコミック（2017年、ロイ[7][8]
- チェンジ!チェンジ!ゾンビ～!（2022年、壇ノ浦ダンパ[9]）

### シリーズ一覧
1. ↑  1st Season『ファントムブラッド/戦闘潮流』（2012年）、3rd Season『ダイヤモンドは砕けない』（2016年）
2. ↑  第1期（2014年）、第2期（2015年）
3. ↑  第3期『レボリューションズ』（2015年）、第4期『レジェンドスター』（2016年）